# Вежки (Брестская область)
Вежки (бел. Вежкі) — деревня в Жабинковском районе Брестской области Белоруссии. Входит в состав Кривлянского сельсовета, до 2012 года принадлежала ныне упразднённому Яковчицкому сельсовету. Население — 165 человек (2019).

## География
Вежки находятся в 12 км к северо-востоку от Жабинки неподалёку от границы с Кобринским районом. С севера к деревне примыкает деревня Огородники. Местные дороги ведут в окрестные деревни Огородники, Столпы и Малые Яковчицы. Местность принадлежит бассейну Вислы, вокруг деревни находится сеть мелиоративных каналов со стоком в канал Палахва, оттуда — в Мухавец. Ближайшая ж/д станция в деревне Столпы (линия Брест — Барановичи).

## История
Деревня Вежки — один из старейших населённых пунктов Жабинковского района, вероятно она возникла во второй половине XIV века как оборонительное укрепление на границе Великого княжества Литовского с Польшей. Ранее называлась Вежецким
Двором, Вежецей. Этимология названия восходит к слову «вежа» — башня.
В 1513 году село упомянуто как центр двора, в 1522 году как владение рода Костевичей.
После третьего раздела Речи Посполитой (1795 год) в составе Российской империи, в числе других имений Кобринского ключа был пожалован императрицей Екатериной II знаменитому полководцу А. В. Суворову.
В 1808 году сын Суворова Аркадий продал имение Вежки роду Шпаковских, глава рода Кароль Шпаковский около 1818 года выстроил в имении дворянскую усадьбу с деревянным дворцом, а также открыл сахарный завод. Позднее, как приданое, имение перешло к Расудовским, а затем к Бабинским. Расудовские в середине XIX века заложили пейзажный парк вокруг дворца, а 1894 году Адам Бабинский значительно перестроил сам дворец.
Согласно Рижскому мирному договору (1921) деревня вошла в состав межвоенной Польши, где принадлежала Кобринскому повету Полесского воеводства. С 1939 года — в составе БССР.
В послевоенное время все здания бывшей усадьбы, включая усадебный дом были разобраны. Сохранились лишь остатки парка.

## Население
- 1999 год — 151 человек;
- 2009 год — 160 человек;
- 2019 год — 165 человек[1].